# Sebastian Barrio
Pour les articles homonymes, voir Barrio.
Sebastian Barrio, né le 11 février 1971, est un acteur pornographique français, actif à partir de 1997. En 2010, il interrompt sa carrière X pour interpréter un one-man-show au théâtre. Il reprend le porno en 2017.

## Biographie
En fréquentant les milieux libertins du Cap d'Agde, il est recruté par des professionnels de l'industrie pornographique. Sebastian tourne sa première scène porno en 1997 en amateur puis débute dans le « X » professionnel en 1999.
Il est appelé en 1999 à tourner son premier film traditionnel Un tueur aux trousses sous la direction de John Mackenzie avec Michael Keaton et Michael Caine aux Studios de la Victorine à Nice. En 2002, il a un rôle important  dans le cinéma traditionnel dans Bienvenue au gîte aux côtés de Philippe Harel et Marina Foïs.
Récompensé pour la première fois à Cannes en 2001 à la cérémonie des Hots d'or pour le prix du meilleur acteur européen (prix du jury professionnel), il reçoit ensuite des prix à la cérémonie 2004, 2005, 2006 et enfin 2007 des Awards européens de Bruxelles (Belgique) en tant que « Meilleur second rôle français », « meilleur acteur européen » et « meilleure série française ». En 2006, il obtient aussi le titre de « meilleur acteur européen » à la cérémonie des Vénus de Berlin. En octobre 2009, il reçoit le Hot d'or du « meilleur acteur français » pour sa prestation dans Blanche, Alice, Sandy et les autres de Christian Lavil et au cours duquel il annonce la fin de sa carrière d'acteur pornographique.
En 2010, il joue dans un one-man show, Calmez vos hardeurs. En 2013, il interprète une version remaniée de son premier spectacle, Pour X raisons.
En 2011, il campe le premier rôle aux côtés de Mohamed Qissi dans le court-métrage Le Chien Fou.
En 2015, il joue dans Le Ciel bleu presque parfait.
Sebastian Barrio devient ensuite animateur radio ; il co-anime depuis le 13 novembre 2016 BarrioMag tous les dimanches de 21h à 23h sur www.dynamicradio.fr.
En 2017, il reprend sa carrière d'acteur pornographique.
Depuis 2022, il interprète au théâtre le rôle de Garçin dans Huis Clos de Jean-Paul Sartre au Laurette Théâtre.

## Filmographie sélective

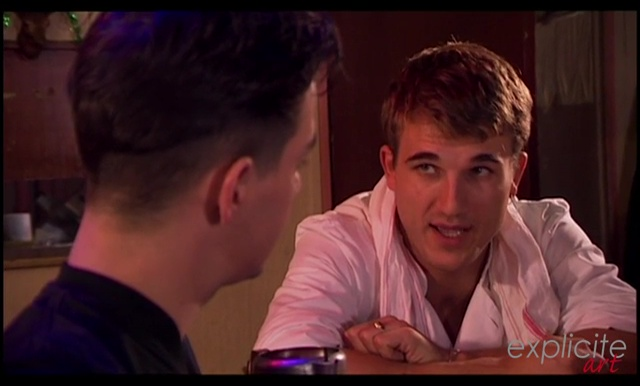
Sebastian Barrio dans une scène du film XYZ (2000).

### Films pornographiques
- Moi Patrick, chauffeur VTC (2017) de Yannick Perrin
- Shortcuts 3D, film X en 3D-relief (2010) de Tom Sridix.
- Cinémax de Fred Coppula
- Histoires de sexe(s) (2009) d'Ovidie et Jack Tyler.
- Bienvenue chez les ch'tites coquines (2008) avec Tony Carrera
- Ludivine (2008)  de John B. Root
- Montres-moi du Rose (2008)  de John B. Root
- Ce soir je couche avec vous (2008) (avec Angels Sydney) de Fabien Lafait
- Taxi de nuit (2007) (avec Cecilia Vega) de Fabien Lafait
- Max 3  (2007) (avec Nomi, Chloé Delaure, Angie Kiss, Lea Lazur, Angels Sydney de  Fred Coppula)
- La Boulangère (2007) de Fabien Lafait
- Le Jardinier (2007) de Fabien Lafait
- Jeux interdits (2006) (avec Alyson Ray, Nomi) de Fred Coppula
- Éloge de la chair (2006) de Jack Tyler
- Les Petites Vicieuses 2 (2006) de Fred Coppula
- Les Deux Sœurs (2006) de Hervé Bodilis
- Donne-moi ton cul (2006) (avec Vayana) de Fabien Lafait
- Desperate Sex Wives (2006) de Fabien Lafait
- Fuck Club (2005) (avec Alyson Ray) de Fred Coppula
- Nique Bill (2005) de Fabien Lafait
- Les Ravageuses à la ferme (2004) de Yannick Perrin
- La Menteuse (2004) (avec Loan Laure) de Fred Coppula
- Les Secrétaires (2003)  de Yannick Perrin (avec Katsumi, Ovidie, Tiffany Hopkins)
- Scandale (2003) (avec Sonia Carrere) de Fred Coppula
- Les Parisiennes n'y (2003) de Yannick Perrin avec Katsumi et Tiffany Hopkins
- Mes meilleurs copines (2003) de Yannick Perrin avec Tiffany Hopkins
- Sex Express (2002) de Stan Lubrick
- Les Campeuses de Saint-Tropez (2002) de Alain Payet
- Elixir (2002) de John B. Root - Moulinex
- Max 2 (2001) par Fred Coppula
- Ovidie mène l'enquête (2001) de Patrice Cabanel, avec Ovidie et Titof
- L'Emmerdeuse de Fred Coppula (Blue One) 2000
- XYZ de John B. Root (2000), avec Titof, Ksandra et Ovidie
- Max, portrait d'un serial-niqueur (2000) de Fred Coppula
- Machos (Fred Coppula, 1999)

### Films classiques

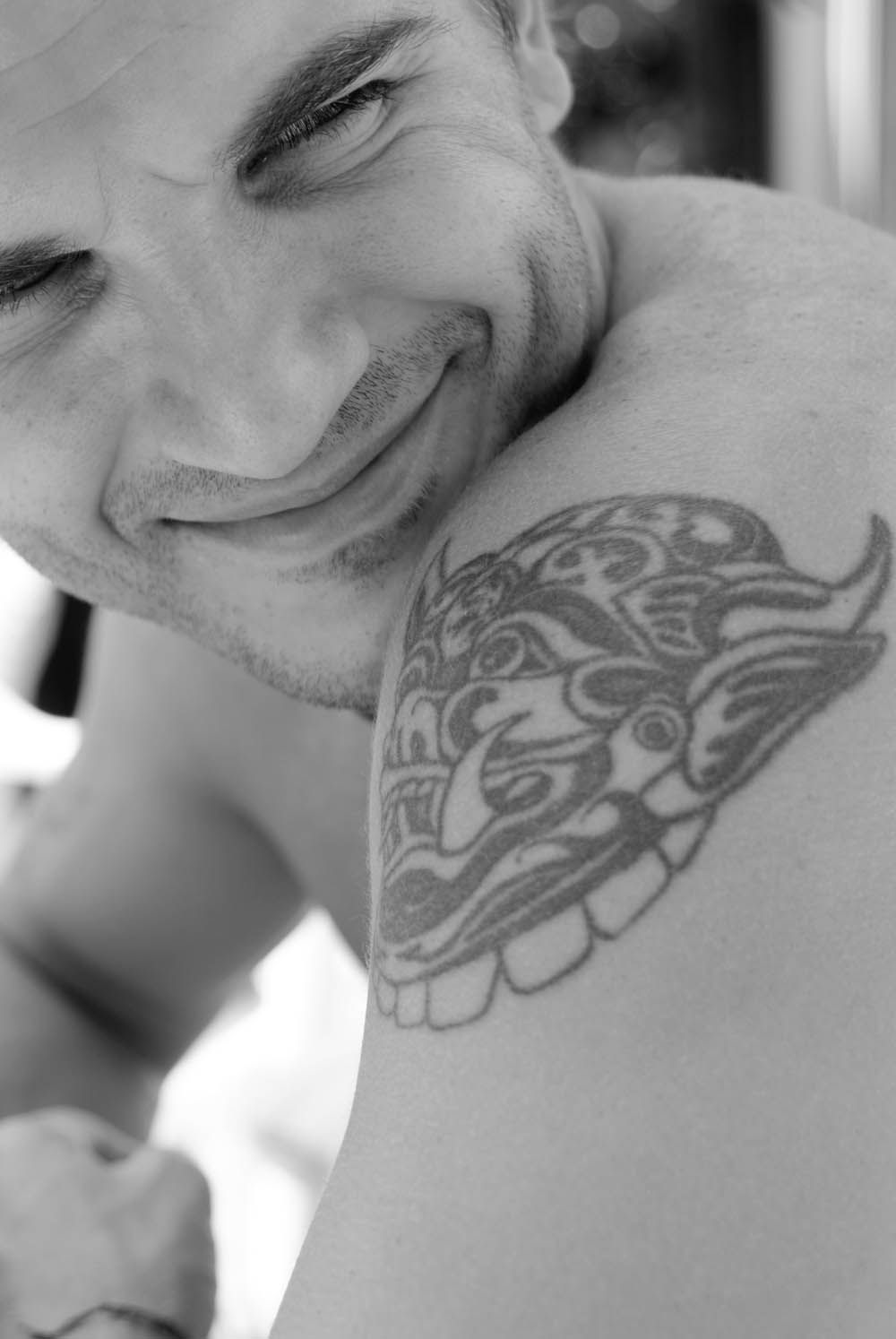
Portrait noir et blanc de Sebastian Barrio.

#### Courts et moyens métrages
- Dès que la nuit tombe, Benjamin Pallier (2010) (moyen métrage)
- Le Chien fou, Benjamin Pallier (2011) (court métrage)
- Ote moi d'un doute, Virginie Bernard et Céline Robineau (2012) (court métrage)
- Bonjour madame, bonjour monsieur, Mohammed Fekran (2012) (court-métrage)
- Bubble gum crisis, Dejan Ilic (2012) (court métrage)
- Un ciel bleu presque parfait, Quarxx (2015) (en cours de production)[3]
- Moule-Bite (2015) (court-métrage) (en cours de production)

#### Longs métrages
- Baise-moi, Virginie Despentes et Coralie Trinh Thi (2000)
- Bienvenue au gîte, Claude Duty (2002)
- Irréversible, Gaspar Noé (2002)
- So long Mister Monore, Eric Dahan (2002)
- Un tueur aux trousses (Quicksand), John Mackenzie (2003)
- Musée haut, musée bas, Jean-Michel Ribes (2007)
- Ah ! la libido, Michèle Rosier (2007)
- Histoires de sexe(s), Ovidie et Jack Tyler (2009)
- Un Marocain à Paris, Saïd Naciri (2012)
- Dealer, Jean Luc Herbulot (2015)
- Tous les dieux du ciel, Quarxx (2018)

### Séries télévisées
- Pigalle, la nuit, saison 1, Hervé Hadmar (2009) (série Canal+)
- Q.I., saison 1 à 3, Olivier de Plas (2012-2014) (série OCS)
- 2018 : Nu (série OCS) d'Olivier Fox

### Animation radiophonique
Depuis le 13 novembre 2016, Sebastian Barrio coanime  l'émission Barrio Mag’, tous les dimanches de 21 à 23 heures sur Dynamic Radio.

### Spectacles
Pour X Raisons

## Distinctions
- X Awards 2008 : Meilleur acteur
- Hot d'or 2009 : Meilleur acteur français
- Hot d'Or 2001 : Prix du Jury professionnel Meilleur acteur
- European Erotics Trophies 2006 Meilleur acteur européen
- Awards Honour 2007 Autriche
- Awards européens Bruxelles 2003, 2004, 2005, 2006, 2007 et 2008